# Lijst van afleveringen van Harry's Law
Dit is een lijst van afleveringen van Harry's Law. Harry's Law is een Amerikaanse komische dramaserie gemaakt door David E. Kelley die in Amerika in première ging op het televisienetwerk NBC op 17 januari 2011.

## Seizoenenoverzicht
| Seizoen | Afleveringen | Originele uitzendingen | Originele uitzendingen | dvd-release regio 2 |
| Seizoen | Afleveringen | Seizoenspremière       | Seizoensfinale         | dvd-release regio 2 |
| ------- | ------------ | ---------------------- | ---------------------- | ------------------- |
| 1       | 12           | 17 januari 2011        | 4 april 2011           | N/A                 |
| 2       | N/A          | 21 september 2011      | medio 2012             | N/A                 |

## Seizoen 1 (2011)
| Nr. | #  | Titel                    | Regie            | Script                                 | Datum uitzending |
| --- | -- | ------------------------ | ---------------- | -------------------------------------- | ---------------- |
| 1 | 1  | Pilot                    | Bill D'Elia      | David E. Kelley                        | 17 januari 2011  |
| Harriet "Harry" Korn is ontslagen door haar advocatenkantoor. Na verschillende incidenten loopt Harriet over straat en valt er een jongeman bovenop haar die probeerde zelfmoord te plegen. Harry opent haar eigen advocatenkantoor in een voormalige schoenenwinkel, hierbij haalt ze ook haar oud-assistent Jenna Backstrom binnen die met haar was ontslagen bij haar vorige werkgever. Zij verandert de achtergebleven schoenenvoorraad in een advocatenkantoor. |    |                          |                  |                                        |                  |
| 2 | 2  | Heat of Passion          | Bill D'Elia      | David E. Kelley                        | 31 januari 2011  |
| Een ex-werkneemster klaagt Mr. Tao's wasserette aan die haar ontsloeg omdat ze zwanger werd van een tweede kind. De zaak wordt dan verplaatst naar Ohio Supreme Court, tot vreugde van Adam. Een bejaarde vrouw, met weinig tot geen geld, roept, nadat zij een slijterij heeft overvallen, de hulp van Harry in. De ex, Rachael, van Adam komt aan om hem te overtuigen om het advocatenkantoor van Harry te verlaten en zijn oude baan terug te krijgen.           |    |                          |                  |                                        |                  |
| 3 | 3  | Innocent Man             | Stephen Cragg    | David E. Kelley                        | 24 januari 2011  |
| Harry verdedigt een man die al 25 jaar onschuldig in de gevangenis zit. De wasserij van Tao wordt aangevallen nadat het nieuws over de rechtszaak in de media bekend werd. Een vrouw komt bij Harry nadat ze een hartaanval kreeg van het eten van de fastfoodketen die bij haar in de straat zit. Harry wijst de zaak af en laat de zaak over aan Tommy Jefferson -een sterke maar arrogante advocaat- en Malcolm.                                                  |    |                          |                  |                                        |                  |
| 4 | 4  | The Other Side of Summer | Jeff Bleckner    | David E. Kelley en Christopher Ambrose | 7 februari 2011  |
| Chunhua wordt seksueel misbruikt in een steegje door een onbekend persoon. Damien probeert wraak te nemen op de dader en vraagt aan Adem het adres maar deze blijft weigeren. Ondertussen blijven Tommy Jefferson en Malcolm op hun fastfood-zaak. |    |                          |                  |                                        |                  |
| 5 | 5  | A Day in the Life        | Jonathan Pontell | David E. Kelley en Christopher Ambrose | 14 februari 2011 |
| Harry wordt door de rechtbank geschorst wanneer zij haar cliënt schuldig verklaart tegenover de jury om zo onder de rechtszaak vandaan te komen. Ondertussen gaat Malcolm undercover als drugsdealer om zijn strafblad weg te werken. Tijdens de deal komt hij erachter dat hij een deal moeten sluiten met een oude vriend van hem. |    |                          |                  |                                        |                  |
| 6 | 6  | Bangers in the House     | Mike Listo       | David E. Kelley en Lawrence Broch      | 14 februari 2011 |
| Harry en Malcolm bemiddelen tussen twee strijdende straatbendes. Lewis, een lid van een van de bendes wil uit de bende stappen, zodat hij een beter leven kan beginnen, Harry probeert hem hierbij te helpen. Adam en Rachael pleiten een zaak tegen Tommy over een oudere man die was ontslagen vanwege zijn leeftijd. |    |                          |                  |                                        |                  |
| 7 | 7  | American Dreams          | Steve Robin      | Lawrence Broch en David E. Kelley      | 28 februari 2011 |
| Harry en Tommy werken samen om een groep van illegale albino's te helpen om te voorkomen dat ze teruggestuurd worden naar Tanzania, waar er op albino's worden gejaagd. Ondertussen vecht Jenna om haar gestolen auto en gaat Malcolm op een date. |    |                          |                  |                                        |                  |
| 8 | 8  | In the Ghetto            | Arlene Sanford   | David E. Kelley en Susan Dickes        | 7 maart 2011     |
| Lewis wordt neergeschoten terwijl hij met Adam over straat loopt, maar hij wordt geholpen door een 16-jarige jongen genaamd Willie die werkt als wijkdokter. Hoewel hij het drama overleeft, heeft hij wel een levertransplantatie nodig om te overleven. Harry zet zich in dit te bewerkstelligen. Echter wanneer er een geschikte kandidaat wordt gevonden is de politie juist naar diegene op zoek. Ook Jenna en Malcolm groeien dichter naar elkaar toe.         |    |                          |                  |                                        |                  |
| 9 | 9  | The Fragile Beast        | Tom Verica       | David E. Kelley en Susan Dickes        | 14 maart 2011    |
| Harry wordt benaderd door de minnaar van een vrouw die in de kelderverdieping van haar huis door haar echtgenoot is opgesloten, om haar zo te weerhouden om vreemd te gaan. Ondertussen krijgt Adam een echtscheiding in zijn schoot geworpen om deze zo goed mogelijk af te wikkelen. Malcolm en Jenna proberen te praten over hun kus. |    |                          |                  |                                        |                  |
| 10 | 10 | Send in the Clowns       | Michael Pressman | David E. Kelley                        | 21 maart 2011    |
| Harry helpt haar ex-vriend in een roofovervalgeval, maar ze heeft moeite met het opzetten van een verdediging als ze twijfelt aan de onschuld van haar ex-vriend. Ondertussen verdedigt Adam een travestiet, die werd ontslagen toen haar affaire met haar baas was bekendgemaakt aan zijn vrouw. Malcolm is boos in Jenna nadat zij hun verhouding afzwakt. |    |                          |                  |                                        |                  |
| 11 | 11 | With Friends Like These  | Bill D'Elia      | David E. Kelley                        | 28 maart 2011    |
| Harry verdedigt een oude collega die een confrontatie heeft gehad. Ondertussen beweert Adam een oogje op Rachel te hebben, en Jenna en Malcolm proberen om over hun verhouding te spreken. |    |                          |                  |                                        |                  |
| 12 | 12 | Last Dance               | Mike Listo       | David E. Kelley en Christopher Ambrose | 4 april 2011     |
| Harry helpt Josh 'Puck' Peyton, nadat hij voor de zoveelste keer een zenuwinzinking kreeg voor de rechtbank. Ondertussen verdedigen Adam en Rachel een man die ter dood is veroordeeld. De relatie van Jenna en Malcolm bloeit nog steeds en Malcolm weigert om aan Harry te laten weten dat hij iets samen met Jenna heeft. Ondertussen vraagt Tommy aan Harry of zij haar danspartner wil zijn op het Ball.                                                        |    |                          |                  |                                        |                  |

## Seizoen 2 (2011-2012)
Op 12 mei 2011 maakte NBC bekend dat Harry's Law ook een vervolg zal krijgen. Deze zal in het najaar van 2011 beginnen.